# Dumb Ways to Die

노래의 마지막 하이라이트 스크린샷.

Dumb Ways to Die(→어리석게 죽는 방법들)는 오스트레일리아 빅토리아주 멜버른 철도 공사의 철도 안전 공익광고이다. 2012년 11월 14일에 유튜브에 올라온 이 동영상은 인터넷 상에서 큰 화제를 불러모았다.

## 캠페인
이 캠페인은 광고 대행사인 맥켄 멜버른이 고안하였다. 신문이나 지역 라디오, 옥외 광고나 지하철 역사 내, 텀블러 등을 통해 공개되었다. 매캔의 총괄 크리에이티브 디렉터인 존 메스콜(John Mescall)은 “이 캠페인의 목표는 안전과 관련된 어떤 내용도 듣기 싫어하는 사람들의 관심을 불러일으키기 위한 것이다.”라고 말했다. 매캔에서는 TV 광고를 한 편 제작하는 가격으로 2주 안에 5억 달러가 넘는 가치를 창출했다고 추측했다. 철도 공사에 따르면, 광고가 일종의 ‘니어미스 사고’를 30%나 감소시키는데 성공했다고 했다. 구체적으로는 2011년 11월에서 2012년 1월 사이에 백만 킬로미터 당 13.29건의 사고가 발생했지만, 1년 후에는 9.17건으로 줄었다.

### 부정적인 영향
일부에서는 자살이 철도에 대한 외상 후 스트레스 장애의 가장 큰 원인임에도 불구하고, 광고에서는 철도가 자살의 좋은 방법임을 소개한다고 비판했다. 2013년 2월에 나온 기사에 따르면, 빅토리아 주 사회 기반 시설 부서의 이전 직원은 안전 의식이 향상되었다는 주장을 할 경우 비판적 사고를 해줄 것을 권고했다. 특히 안전 사고가 20%가량 줄었다는 것은 소셜 미디어가 만들어낸 헛소리라고 주장했다. 죽을 수 있는 상황을 하찮게 보이게 했다며 비판받기도했다.

## 동영상
동영상은 팻 배런(Pat Baron)이 고안하였고, 줄리언 프로스트(Julian Frost)가 애니메이션을, 시나먼 다발(Cinnamon Darvall)이 제작했다. 유튜브에는 2012년 11월 14일에 업로드되었고, 이틀 후에 공개되었다. 블랙 코미디 방식으로 “21명의 등장인물들이 점점 더 멍청하게 스스로 죽는 법”에 대해 다루었다. 마지막에는 세 명의 등장인물들이 기차역에서 위험한 행동으로 인해 죽는 모습이 나온다. 48시간만에 250만 명이 동영상을 보았고 72시간이 지난 후에는 470만 명에 이르렀다. 2주 만에 2천 8백만 명의 조회수를 기록했다. 2014년 8월 기준, 약 8천 5백 만명이 시청했다.
2021년 3월, 2억 명 이상의 사람들이 영상을 시청한 것을 확인할 수 있었다.
11월 26일, 매캔은 ‘공식 가라오케 에디션’을 공개했다.

## 노래
동영상의 노래는 존 메스콜(John Mescall)이 작사했고, 더 캣 엠파이어의 올리 맥길(Ollie McGill)이 작곡했다. 틴팬 오렌지의 리드 보컬리스트인 에밀리 루비츠(Emily Lubitz)와 맥길의 백킹 보컬이 함께 불렀다. 음원은 더 캣 엠파이어와 틴팬 오렌지의 뜻을 합쳐 ‘텐저린 키티’(Tangerine Kitty)라는 이름으로 아이튠즈에 공개되었다.
음원 발매 24시간 만에 아이튠즈 차트에서 10위 안에 들었고, 11월 18일에는 리한나의 〈Diamonds〉를 제치고 세계에서 6번째로 인기 있는 곡이 되었다. 빅토리아 대학교의 교수 샐리 웹스터(Sally Webster)는 ‘근대에 들어 오스트레일리아 최고의 반응’이라고 표현했다. 홍콩, 싱가포르, 중화민국, 베트남의 아이튠즈 차트에서도 10위 안에 들었다. 2주 만에 65개의 커버 버전이 유튜브에 올라왔다.

## 게임
2013년 5월, 철도 공사는 iOS용 게임 애플리케이션을 출시했다. 게임의 내용은 동영상에 등장한 캐릭터들을 위험한 상황으로부터 피하도록 도와주는 것이다. 앱 내에서는 “열차 주변에서 어리석은 일을 하지 않도록” 서약을 맺을 수 있다. 2013년 9월에는 안드로이드 버전 앱도 출시되었다.

## 반응
《헤럴드 선》의 수지 오브라이언(Susie O'Brien)은 광고가 생명을 빼앗을 수 있는 심각한 부상을 하찮아 보이게 만들었다고 비판했으며, 효과적인 안전 홍보보다는 광고주의 자부심을 나타내거나 각종 상을 수상받기 위해 만든 것 같다고 했다. 사이먼 크리러(Simon Crerar)는 “기억하기 쉬운 후렴구가 싸이의 〈강남스타일〉 이후로 가장 재미있다”고 표현했다.